# Eustrotia thionaris
Eustrotia thionaris là một loài bướm đêm trong họ Noctuidae.